# Azadirachtine
L'azadirachtine est un composé organique de la famille des limonoïdes. C’est un métabolite secondaire présent dans l'huile extraite des graines d'Azadirachta indica (aussi appelé margousier, ou neem), il est aussi présent dans toutes les parties de Melia azedarach.

## Chimie
L'azadirachtine possède une structure moléculaire complexe. C'est un tétranortriterpénoïde hautement oxydé. Il présente une grande variété de fonctions oxygénées comme les éthers enoliques, acétals, hémiacétal et des oxiranes tétra-substitués ainsi que des esters carboxyliques. Par conséquent, aucune synthèse de cette molécule n'a été publiée durant les 22 premières années qui ont suivi sa découverte. La première synthèse totale a été achevée par Steven Ley en 2007,. Les groupements hydroxyl secondaire et tertiaires, ainsi que les tétrahydrofuranes sont présents, et la structure moléculaire révèle 16 centres stéréogéniques, dont 7 sont tétrasubstitués. Ces caractéristiques expliquent la grande difficulté rencontrée lors de sa production par une approche synthétique. La synthèse décrite est par ailleurs une approche relayée, où la décaline largement fonctionnalisée est obtenue par synthèse totale à petite échelle, mais également dérivée du produit naturel lui-même dans le but d'obtenir des quantités de l'ordre du gramme du composé afin de compléter la synthèse.

## Utilisations
Usage équin, antidermite, répulsif insectes.
Usage agricole : les biopesticides à base d'huile de graines neem (ou de feuilles de neem, même si la teneur en azadirachtine est beaucoup plus faible dans les feuilles) sont particulièrement utilisés en milieu tropical, où ils offrent une alternative agroécologique[réf. nécessaire] aux traitements conventionnels.
Des feuilles de neem peuvent également être incorporées aux sols culturaux, pour leur action nématicide.

## Toxicité
Selon plusieurs études, cette molécule représente un danger pour les abeilles , est susceptible de provoquer des perturbations endocriniennes en féminisant certains insectes mâles, mais aussi des lésions du foie et des poumons chez certains mammifères. Une étude le qualifie même de « carcinogène génotoxique ».
Son classement en tant que produit phytosanitaire en France est :
- C2 : Toxiques pour la reproduction - Catégorie 2
- TCC2 : Dangers pour le milieu aquatique - Danger chronique, catégorie 2

- AT : Mention d'avertissement : Attention

- H361d : Susceptible de nuire au foetus
- H411 : Toxique pour les organismes aquatiques, entraîne des effets à long terme
- EUH208 : Contient de l'azadirachtine. Peut produire une réaction allergique.

## Réglementation
Au niveau Européen, la substance active azadirachtine a été approuvée le 13 avril 2011 pour une utilisation en tant qu'insecticide par la directive d'exécution de la Commission 2011/44/UE3 conformément aux dispositions de la directive 91/414/CEE, à la suite d'une nouvelle demande d'inscription en vertu du règlement (CE) no d'inscription conformément au règlement (CE) n° 33/2008.
En France, plusieurs préparations commerciales basées sur l'azadirachtine A sont autorisées pour un usage insecticide (aleurodes, cochenilles, thrips, pucerons) et acaricide sur de nombreuses cultures dont les arbres et arbustes, les fraisiers, les concombres, cultures florales, tomates et aubergines.
Son utilisation en agriculture reste néanmoins soumise à de nombreuses contraintes en raison de sa toxicité pour le milieu, la faune auxiliaire et l'homme : mentions "SPe 8 : Dangereux pour les abeilles", "SP 1 : Ne pas polluer l'eau avec le produit ou son emballage", nombreuses contraintes en matière de protection individuelle de l'applicateur.
Son utilisation dans des locaux (habitation, bureaux) est logiquement autorisée[réf. nécessaire], car le produit relève alors de la directive biocides.